# Karl Johan Karlsson
Karl Johan Karlsson (i riksdagen kallad Karlsson i Sandviken), född 10 januari 1887 i Idenor församling, död 1 maj 1959 i Sandviken, var en svensk metallarbetare och riksdagsman.
Karl Johan Karlsson var riksdagsledamot i andra kammaren 1918–1920 för Gästriklands valkrets.